# Andrei Șelaru
Andrei Șelaru, alias Selly (n. 28 februarie 2001, Craiova, România) este un vlogger și antreprenor român, cunoscut cel mai bine pentru canalul său de YouTube.

## Filmografie
- Buzz House: The Movie
- 5GANG: Un altfel de Crăciun

## Biografie
Andrei Șelaru s-a născut pe 28 februarie 2001 în Craiova, mama lui fiind profesoară de matematică, iar tatăl inginer silvic. Andrei a fost de mic foarte interesat de tot ceea ce se întâmpla în spatele camerelor, precum schimbarea perspectivei sau unghiului la TV. Acesta și-a petrecut o mare parte din copilărie în fața calculatorului, spunând uneori că internetul ar fi mai interesant decât lumea din jur. În prezent, Andrei Șelaru susține că petrecerea exagerată de timp în fața calculatorului nu este un lucru bun.

## Carieră
Într-un interviu acordat revistei Forbes, Șelaru susține că a aflat de platforma YouTube de la profesoara lui de engleză, în perioada 2008-2009. Primul său videoclip, intitulat „Selly’s Vlog - 10 lucruri despre mine”, a fost încărcat pe platforma YouTube în data de 21 decembrie 2012. În 2013, Andrei Șelaru a primit prima lui cameră video, pe care o descrie drept „o Toshiba obosită”.  Printre seriile sale de succes se numără „Tipuri de profesori”, „Dacă Google ar fi om” și „Rap Battle”. În data de 21 decembrie 2017 formează formația muzicală 5GANG odată cu lansarea primei melodii din repertoriul acesteia, „Singuri Acasă”.
Pe 27 decembrie 2019 s-a lansat filmul românesc 5GANG: Un altfel de Crăciun, un film de comedie, constituind debutul regizoral al lui Matei Dima, care a scris și scenariul alături de Radu Alexandru și Vali Dobrogeanu.
Din distribuție fac parte, printre alții, membrii grupului de vloggeri ai formației 5GANG, formație alcătuită din următorii cinci membri, Andrei Șelaru (pseudonim Selly), Diana Condurache (pseudonim Dia), Andrei Gavril (pseudonim Gami), Luca Bogdan (pseudonim Pain) și Mădălin Șerban (pseudonim Mădălin).
În data de 5 martie 2023, Șelaru a susținut un interviu în cadrul emisiunii televizate 40 de întrebări cu Denise Rifai pe Kanal D România.
Selly este, totodată, co-fondatorul și reprezentantul festivalului de muzică urbană "Beach, Please!", desfășurat în Costinești începând din 2022. Inițial conceput ca un festival de trap, cu artiști exclusiv români, evenimentul a evoluat rapid, devenind în doar doi ani un festival de renume internațional. A atras pe scenă nume mari precum Travis Scott, Anitta, Wiz Khalifa, 6ix9ine și mulți alții.

## Discografie

### Single-uri
| Titlu                                    | An   |
| ---------------------------------------- | ---- |
|                                          |      |
| „Selly vs The Wampers - Rap Battle”      | 2015 |
| „Selly vs. The Wampers - Rap Battle 2”   | 2015 |
|                                          |      |
| „Selly vs. Vlad Munteanu - Rap Battle 2” | 2017 |
| „Disstrack Vlad Munteanu”                | 2017 |
| „Singuri Acasă” (cu 5GANG)               | 2017 |
| „Milion”                                 | 2018 |
| „DM” (cu 5GANG; Lino Golden)             | 2018 |
| „Focuri” (cu 5GANG)                      | 2018 |
| „Friendzone” (cu 5GANG; Lino Golden)     | 2018 |
| „Mod Avion” (cu 5GANG)                   | 2018 |
| „SOS” (cu 5GANG)                         | 2018 |
| „Story” (cu 5GANG)                       | 2019 |
| „Scuze” (cu 5GANG)                       | 2019 |
| „VIP” (cu 5GANG)                         | 2019 |
| „TANK” (cu 5GANG)                        | 2019 |
| „Sută la sută” (cu Dorian Popa)          | 2019 |
| „Hocus Pocus” (cu 5GANG)                 | 2019 |
| „John Cena” (cu 5GANG)                   | 2020 |
| „COCO” (cu 5GANG)                        | 2020 |
| „FORTZINNI” (cu 5GANG)                   | 2020 |
| „PORSCHE” (cu 5GANG; Dorian Popa)        | 2021 |

### YouTube

#### Despre educație și educația în România
- Andrei Șelaru despre educație (1) - Am picat Bacu' , publicat la data de 30 iunie 2020 - 1.951.121 de vizionări (la data de 28 februarie 2022, orele 15:47)
- Andrei Șelaru despre educație (2) - Selly, cel mai urmărit vlogger, critică dur învățământul românesc, interviu cu Andrei Șelaru, publicat la data de 2 iulie 2020 - 87.224 de vizionări (la data de 28 februarie 2022, orele 15:47)
- Andrei Șelaru despre educație (3) - Răspunsul meu pentru ministrul Educației, publicat la data de 6 iulie 2020 - 1.314.503 de vizionări (la data de 28 februarie 2022, orele 15:47)
- Andrei Șelaru Live — Interviu despre a fi student la construcții - începând cu minutul 37:58 al transmisiunii directe Selly, ultimul live inainte de BAC!, interviu cu rectorul UTCB - Universitatea Tehnică de Construcții București, domnul profesor universitar doctor inginer Radu Sorin Văcăreanu și cu studentul Camil Dorofte al aceleiași Universități, publicat la data de 30 iunie 2020 - 55.455 de vizionări (la data de 8 iulie 2020, orele 23:37)

#### Interviuri
- Interviu cu doamna profesoară dirigintă a clasei 12 D, doamna Laura Moreanu - Ce părere are diriginta de vlogul meu? - conținutul video-ului → 1/2. prezentare a Liceului Frații Buzești din Craiova și 2/2. interviul este între minutele 11:15 și 15:23 (publicat pe 22 ianuarie 2020 - 1.214.167 de vizionări, luni, 28 februarie 2022, orele 15:47)
- Un show live cu trei interveviați — Canalul Selly Show Live - Selly show live - Mihai Petre are două părți, partea întâi, 1/2. (minutele 01:00 - 28:48) un dublu interviu cu doi asistenți medicali, asistenta de nașteri Miruna Andrei (moașa la Maternitatea Băneasa) și asistent medical Alberto Nicu (la Clinica de Chirurgie Bariatrică a Poderans Academic Hospital) și 2/2.  (minutele 29:00 - 63:15) interviu cu Mihai Petre, dansator, instructor de dans, membru al juriului emisiunii Românii au talent, (publicat la data de 9 iulie 2020 - 22.665 de vizionări, la orele 22:34)